# Paraptilotus brunneisternum
Paraptilotus brunneisternum är en tvåvingeart som beskrevs av Richards 1938. Paraptilotus brunneisternum ingår i släktet Paraptilotus och familjen hoppflugor.
Artens utbredningsområde är Kenya. Inga underarter finns listade i Catalogue of Life.